# Земна твердь-2 (Дискавері)

## Про епізод
Земна твердь-2 (Terra Firma-2) — тридцять дев'ятий епізод американського телевізійного серіалу «Зоряний шлях: Дискавері» та десятий в третьому сезоні. Епізод написав Хлое Домонт, а режисував Калінда Васкес. Перший показ відбувся 17 грудня 2020 року. Українською мовою озвучено студією «ДніпроФільм».

## Зміст
Терранці поміщають Майкл під варту — вона вимагає від Джорджі гідної смерті. Джорджі намагається переконати Бернем вірно керувати Імперією Теранців поряд з нею, але отримує плювок в обличчя. Бернем ігнорує її, відмовляючись говорити або їсти в тюремній камері. Джорджі вирішує змінити правила утримання і Бернем поміщають в агонізатор — поки вона не пообіцяє свій союз Імперії. Імператорка доручає Вбиллі проявити себе найкраще з найгіршого боку — і зламати Майкл — аби показати її спільникам-змовникам силу Імперії. Детмер переконує Майкл здатися — і що навряд чи прилетить Лорка. Імператорка заходить в камеру сплячої Майкл й лишає іграшку-світлячків — як спомин про дитячі сновидіння Бернем. Майкл бере і їсть залишений їй кусень хліба.
Майкл вирішує присягнути на вірність імператорці та Імперії. Бернем обіцяє власноруч стратити усіх зрадників і шпигунів Габріеля Лорки. Імператорка в допомогу Майкл надає офіцерку Детмер. Майкл і Детмер влаштовують полювання на колишніх спільників. Після цього Майкл на очах імператорки і її особистої охорони убиває Детмер. Перед Майкл лишається завдання — знайти Лорку. В особистій розмові імператорка повідомляє слузі-келпійцю — вах'харай не є кінцем їхнього життя і радить як уникнути божевілля. І радить розповісти отримане знання іншим келіпйцям.
Знайшовши одного з прибічників Лорки на орбіті планети Райза, імперський корабель підбиває шатл і отримує від змовника дані про спробу Лорки убити імператорку. Змовника телепортують в камеру — Майкл застрелює його, а її спільники беруть на приціл імператорку. Майкл зауважує що не варто було довіряти їй; імператорка стверджує — вона й не довіряла. Вривається особиста охорона; імператорку захищають і слуги-келпійці. В бою імператорка вбиває Майкл мечем — і дістає кинджал зі своєї шиї. Смертельно поранену імператорку знаходить перероджений слуга-келпієць та імператорська охорона.
Закривши очі востаннє, Джорджі опиняється перед Карлом і Майкл. Доки вона була непритомна хвилину — її біодані у Дзеркальному Всесвіті записувалися 3 місяці. Майкл повідомляє їм, що він — Охоронець вічності, і що він закрив свої портали для звичайних людей під час Часових воєн. Він також стверджує, що досвід Джорджі був випробуванням, яке вона пройшла, і їй можна дати другий шанс у житті.
«Діскавері» намагається зв'язатися із пошкодженим келпійським кораблем в туманності. Стамецу і Рено допомагає Букер — він з допомогою технологій Смарагдового ланцюга приходить до висновку — статика «Діскавері» розташована в координатах простір-субпростір. Бук пропонує підсилити сигнал методою кур'єрів, які подорожують галактичними рукавами — і це вдається. Сенсори «Діскавері» досягають корабля і збирають дані.
Охоронець вічності відкриває ще один портал, через який Джорджі може пройти. Вони з Бернем прощаються і навіть говорять милі слова. Джорджі вирушає в той час, коли основний Всесвіт і Дзеркальний не віддалилися ще так сильно, аби вона могла вижити.
Сару звітує про встановлення зв'язку із келпійським кораблем адміралу Венсу. Адмірал шпетить Сару за дещо невідкориговані дії — в цей час Бернем сама повертається на «Діскавері». Адмірал висловлює співчуття щодо відбуття Джорджі.
Майкл не каже що імператорка перейшла в Дзеркальний всесвіт — екіпаж вважає її померлою. Члени екіпажу проводять невелику службу спогаду про Джорджі.
Чому лише біль вчить їх найкраще?

## Сприйняття та відгуки
Станом на серпень 2021 року на сайті «IMDb» серія отримала 6.3 бала підтримки з можливих 10 при 2485 голосах користувачів.
Оглядач Скотт Колура для «IGN» писав так: «Прощання Джорджі і Майкл щире й тому спрацьовує, а актриси приголомшливі. Але залишається бажання, щоб до цього моменту подорож Джорджі до добра досягла більшого. Можливо, ця історія продовжиться у виокремленні лінії Відділу-31»
В огляді для «Den of Geek» Кейті Барт надала епізоду оцінку 3 з 5 і відзначила: «Можливо, цей епізод також має на меті натякнути на те, що Майкл, з незаважаючим внутрішнім конфліктом щодо її місця в цьому новому світі, у якому опинилася команда „Discovery“, стане більше тією морально-нейтральною фігурою, яка розсуває межі, робить важкий вибір та є запит на її авторитет. Але брутальна відвертість Джорджі — це те, що нелегко замінити, і що зрештою надалі серіал дійсно пропустить.»
Оглядач Зак Гендлен для «The A.V. Club» зазначав так: «Повернувшись на корабель, ми бачимо людей, які не є злими версіями себе. Майкл повертається, і ми бачимо сцену, коли акторський склад розмовляє про те, наскільки велика Джорджі. Я не думаю, що вона розмовляла з половиною цих людей, не образивши їх. Це дивна, непотрібна данина (особливо з огляду на те, що вона попрощалася із тими, хто мав підстави згадати її в останньому епізоді), який мав би більше сенсу у тривалішій серії. Але, мабуть, серіал ніколи не пройде повз можливості вшанування перемоги, виправдання чи чогось подібного. Єо — чудова акторка, Джорджі надала їй можливість помандрувати деякий час і за це заплатити; успіху, удачі, і сподіваюся, що їй сподобалося. Тепер давайте трохи втішимося, усвідомлюючи, що, нарешті, ми могли б побачити»
Скотт Сноуден в огляді для «Space.com» відзначив епізод 7 балами з 10 і зазначив так: «Хоча подорожі до Дзеркального Всесвіту майже завжди цікаві, ця була не найкраща. По суті, основною метою двочастинного епізоду було створити майбутній спін-офф, який може називатися або не називатися „Відділом-31“, і це все. І таке відчуття, що сюжет скоротився. Однак, оскільки це була „ракета-носій“ для наступної глави про Джорджі, Єо, природно, була центральною постаттю. І в цьому сенсі вона добре відіграла обидва епізоди».

## Знімались
| Актор               | Роль                |
| ------------------- | ------------------- |
| Сонеква Мартін-Грін | Майкл Бернем        |
| Даг Джонс           | Сару                |
| Ентоні Репп         | Пол Стамец          |
| Мері Вайзман        | Сільвія Тіллі       |
| Девід Аджала        | Клівленд Букер      |
| Вілсон Круз         | Гаг Калбер          |
| Мішель Єо           | Філіппа Джорджі     |
| Одед Фер            | адмірал Чарльз Венс |
| Блу дель Барріо     | Адіра               |
| Ганна Чізман        | Ейріам              |
| Пол Гілфойл         | Карл                |
| Деніел Кеш          | Дугган              |
| Тіг Нотаро          | Джет Рено           |
| Рекха Шарма         | командер Лендрі     |
| Емілі Коутс         | Кейла Делмер        |
| Патрік Квок-Чун     | Ріс                 |
| Ойїн Оладейо        | Джоан Овосекун      |
| Ронні Роу           | лейтенант Брюс      |